# Cyclopteropsis jordani
Cyclopteropsis jordani är en fiskart som beskrevs av Soldatov 1929. Cyclopteropsis jordani ingår i släktet Cyclopteropsis och familjen sjuryggsfiskar. Inga underarter finns listade i Catalogue of Life.